# James Jacoby
James Oswald Jacoby (ur.  1934, zm. 8 lutego 1991) – amerykański brydżysta, World Life Master w kategorii Open (WBF).
James Oswald Jacoby grywał jako Jim Jacoby. Jego ojcem był Oswald Jacoby. Wygrał razem z nim Vanderbilt Trophy w roku 1965.
James Jacoby był autorem wielu pozycji brydżowych i przez wiele lat współautorem kolumny brydżowej "Jacoby on Bridge".

## Wyniki brydżowe

### Olimpiady
Na olimpiadach uzyskał następujące rezultaty:
| Olimpiady brydżowe. Zawody teamów | Olimpiady brydżowe. Zawody teamów | Olimpiady brydżowe. Zawody teamów | Olimpiady brydżowe. Zawody teamów | Olimpiady brydżowe. Zawody teamów | Olimpiady brydżowe. Zawody teamów |
| Rok                               | Miejsce                           | Zawody                            | Kategoria                         | Drużyna                           | Pozycja                           |
| --------------------------------- | --------------------------------- | --------------------------------- | --------------------------------- | --------------------------------- | --------------------------------- |
| 1988                              | Wenecja                           | 8. Olimpiada Teamów               | Open                              | USA                               | 1                                 |
| 1972                              | Miami Beach                       | 4. Olimpiada Brydżowa             | Open                              | USA                               | 2                                 |

### Zawody światowe
W światowych zawodach zdobył następujące lokaty:
| Mistrzostwa Świata. Konkurencja teamów | Mistrzostwa Świata. Konkurencja teamów | Mistrzostwa Świata. Konkurencja teamów | Mistrzostwa Świata. Konkurencja teamów | Mistrzostwa Świata. Konkurencja teamów | Mistrzostwa Świata. Konkurencja teamów |
| Rok                                    | Miejsce                                | Zawody                                 | Kategoria                              | Drużyna                                | Pozycja                                |
| -------------------------------------- | -------------------------------------- | -------------------------------------- | -------------------------------------- | -------------------------------------- | -------------------------------------- |
| 1983                                   | Sztokholm                              | 26. Mistrzostwa Świata Teamów          | Open                                   | USA 2                                  | 4                                      |
| 1973                                   | Guarujá                                | 19. Mistrzostwa Świata Teamów          | Open                                   | Aces                                   | 2                                      |
| 1972                                   | Miami Beach                            | 3. Olimpiada Par                       | Miksty                                 | USA                                    | 1                                      |
| 1971                                   | Tajpej                                 | 18. Mistrzostwa Świata Teamów          | Open                                   | Aces                                   | 1                                      |
| 1970                                   | Sztokholm                              | 17. Mistrzostwa Świata Teamów          | Open                                   | USA                                    | 1                                      |
| 1963                                   | Saint-Vincent                          | 12. Mistrzostwa Świata Teamów          | Open                                   | North America                          | 2                                      |

| Mistrzostwa Świata. Konkurencja par | Mistrzostwa Świata. Konkurencja par | Mistrzostwa Świata. Konkurencja par | Mistrzostwa Świata. Konkurencja par | Mistrzostwa Świata. Konkurencja par | Mistrzostwa Świata. Konkurencja par |
| Rok                                 | Miejsce                             | Zawody                              | Kategoria                           | Partner                             | Pozycja                             |
| ----------------------------------- | ----------------------------------- | ----------------------------------- | ----------------------------------- | ----------------------------------- | ----------------------------------- |
| 1982                                | Biarritz                            | 6. Mistrzostwa Świata               | Open                                | Geffrey Westheimer                  | 31                                  |
| 1978                                | Nowy Orlean                         | 5. Mistrzostwa Świata               | Miksty                              | Heitie Noland                       | 2                                   |
| 1966                                | Amsterdam                           | 2. Mistrzostwa Świata               | Open                                | John Fisher                         | 2                                   |

## Klasyfikacja
- James Jacoby – klasyfikacja WBF (ang.)